# Aedin Mincks
Aedin Mincks (* 12. Oktober 2000 in Georgia) ist ein US-amerikanischer Schauspieler. Bekannt wurde er vor allem durch seine Rolle als Angus Chestnut in A.N.T.: Achtung Natur-Talente und auch als Robert im Film Ted.

## Leben und Karriere
Aedin Mincks wurde im Oktober 2000 im US-Bundesstaat Georgia als das jüngste von drei Kindern geboren. Sein älterer Bruder Austin ist ebenfalls Schauspieler. Im Alter von fünf Jahren zog Mincks mit seiner Familie nach Kalifornien, nachdem er zuvor ein paar Jahre in Illinois gelebt hatte. Mit etwa sechs Jahren begann er sich für die Schauspielerei zu interessieren, nachdem sein Bruder Austin bei Castingagenturen vorstellig wurde. Nach einigen Werbespots gab er 2008 sein Schauspieldebüt in einer Episode der Comedyserie The Sarah Silverman Program. Es folgten weitere Gastauftritten in Serien wie Emergency Room – Die Notaufnahme und Desperate Housewives.
2010 hatte er im Actionfilm Faster als Sohn von Billy Bob Thorntons Figur erstmals eine größere Nebenrolle inne. 2011 verkörperte er in der Filmkomödie Hangover 2 den 12-Jährigen Alan Garner (Zach Galifianakis), sowie eine jüngere Version von Schmidt (Max Greenfield) in einer Episode der Serie New Girl. Im selben Jahr wurde er für die Nebenrolle des Angus Chestnut in der vom Disney Channel ausgestrahlten Jugendserie A.N.T.: Achtung Natur-Talente engagiert. Für die dritte und letzte Staffel wurde er zum Hauptdarsteller befördert. Insgesamt war er in 49 Episoden der Serie zu sehen. Während seiner Rolle in A.N.T. übernahm er 2012 in Seth MacFarlanes Filmkomödie Ted eine wichtige Nebenrolle als Sohn von Giovanni Ribisis Figur.

## Filmografie (Auswahl)
- 2008: The Sarah Silverman Program. (Fernsehserie, Episode 2x09)
- 2009: Emergency Room – Die Notaufnahme (ER, Fernsehserie, Episode 15x15)
- 2009: The Forgotten – Die Wahrheit stirbt nie (The Forgotten, Fernsehserie, Episode 1x03)
- 2010: Desperate Housewives (Fernsehserie, Episode 6x13)
- 2010: Faster
- 2011: Hangover 2 (The Hangover Part II)
- 2011: New Girl (Fernsehserie, Episode 1x04)
- 2011–2014: A.N.T.: Achtung Natur-Talente (A.N.T. Farm, Fernsehserie, 49 Episoden)
- 2012: Ted
- 2013: R.L. Stine’s The Haunting Hour (Fernsehserie, Episode 4x07)
- 2019–2025: Cobra Kai (Fernsehserie, 17 Episoden)